# Кантакузен (герб)
Кантакузен (пол. Kantakuzen) — польский дворянский герб, описанный в гербовнике К. Несецкого.
Представляет собой византийского двуглавого орла, увенчанного двумя коронами. Предположительно его принесли в Речь Посполитую валашские Кантакузены, претендовавшие на происхождение от византийских императоров. В родословцах этот герб приписывался задним числом угасшим князьям Ямонтам-Подберезским, Верейским и Воейко.